# Арапирака (микрорегион)
Арапирака (порт. Microrregião de Arapiraca) — микрорегион в Бразилии, входит в штат Алагоас. Составная часть мезорегиона Сельскохозяйственный район штата Алагоас. Население составляет 410 798 человек (на 2010 год). Площадь — 2437,640 км². Плотность населения — 168,52 чел./км².

## Демография
Согласно сведениям, собранным в ходе переписи 2010 г. Национальным институтом географии и статистики (IBGE), население микрорегиона составляет:						
| Полное население                             | Полное население                             | Полное население                             | Полное население                             | 410 798 |
| -------------------------------------------- | -------------------------------------------- | -------------------------------------------- | -------------------------------------------- | ------- |
| в том числе:                                 | Городское население                          | 242 484                                      | Процент городского населения, %              | 59,03   |
|                                              | Сельское население                           | 168 314                                      | Процент сельского населения, %               | 40,97   |
|                                              | Мужское население                            | 199 109                                      | Процент мужского населения, %                | 48,47   |
|                                              | Женское население                            | 211 689                                      | Процент женского населения, %                | 51,53   |
| Плотность населения, чел/км²                 | Плотность населения, чел/км²                 | Плотность населения, чел/км²                 | Плотность населения, чел/км²                 | 168,52  |
| Население микрорегиона в % к населению штата | Население микрорегиона в % к населению штата | Население микрорегиона в % к населению штата | Население микрорегиона в % к населению штата | 13,16   |

## Статистика
- Валовой внутренний продукт на 2003 год составляет 826 374 000 реалов (данные: Бразильский институт географии и статистики).
- Валовой внутренний продукт на душу населения на 2003 год составляет 2082 реала (данные: Бразильский институт географии и статистики).
- Индекс развития человеческого потенциала на 2000 год составляет 0,609 (данные: Программа развития ООН).

## Состав микрорегиона
В составе микрорегиона включены следующие муниципалитеты:
1. Арапирака
2. Кампу-Гранди
3. Койте-ду-Ноя
4. Краибас
5. Фейра-Гранди
6. Жирау-ду-Понсиану
7. Лагоа-да-Каноа
8. Лимуэйру-ди-Анадия
9. Сан-Себастьян
10. Такарана